# Dötlingen
Dötlingen é um município da Alemanha localizado no distrito de Oldenburg, estado de Baixa Saxônia.